# Jeff Gordon

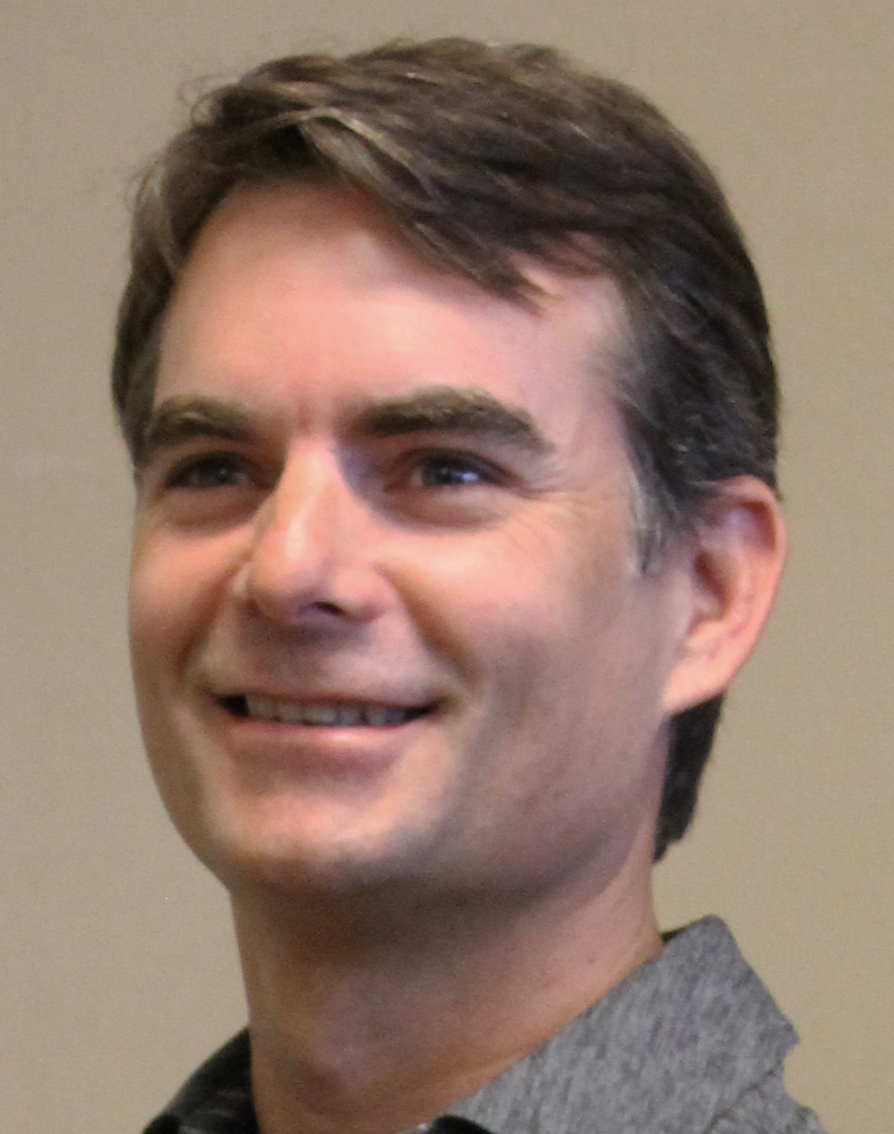
Jeff Gordon

Jeffery Michael "Jeff" Gordon (n. 4 august 1971, Vallejo, California, SUA) este un fost pilot de curse auto american care a pilotat Chevrolet-ul #24 pentru Hendrick Motorsports între 1992 și 2015. În 2016 a pilotat, cu program redus, Chevrolet-ul #88, ca înlocuitor temporar pentru Dale Earnhardt, Jr.
Gordon este un cvadruplu campion NASCAR Cup Series (1995, 1997, 1998, 2001), triplu învingător în cursa Daytona 500 (1997, 1999, 2005) și cvintuplu învingător în cursa Brickyard 400 (1994, 1998, 2001, 2004, 2014).